# Doboj Jug
Doboj Jug es una municipalidad de Bosnia y Herzegovina. Se encuentra en el cantón de Zenica-Doboj, dentro del territorio de la Federación de Bosnia y Herzegovina. La capital de la municipalidad de Doboj Jug es Matuzići.

## Localidades
La municipalidad de Doboj Jug se encuentra subdividida en las siguientes localidades:
- Matuzići (capital).
- Mravići.

## Demografía
En el año 2009 la población de la municipalidad de Doboj Jug era de 4 523 habitantes. La superficie del municipio es de 10,2 kilómetros cuadrados, con lo que la densidad de población era de 443 habitantes por kilómetro cuadrado.